# ساوت بارینگتون (ایلینوی)
ساوت بارینگتون (به انگلیسی: South Barrington) یک روستا در ایالات متحده آمریکا است که در شهرستان کوک (ایلینوی) واقع شده‌است. ساوت بارینگتون ۱۹٫۸۸ کیلومتر مربع مساحت و ۴٬۵۶۵ نفر جمعیت دارد.